# Dolní Pěna
Dolní Pěna település Csehországban, a Jindřichův Hradec-i járásban. Dolní Pěna Horní Pěna és Jindřichův Hradec településekkel határos. Lakosainak száma 421 fő (2024. január 1.).

## Népesség
A település lakosságának változását az alábbi diagram mutatja:
| Lakosok száma | 409  | 298  | 299  | 182  | 98   | 262  | 351  | 386  | 406  | 421  |
|               | 1869 | 1900 | 1921 | 1961 | 1980 | 2011 | 2016 | 2019 | 2021 | 2024 |